# 오무라 경찰서

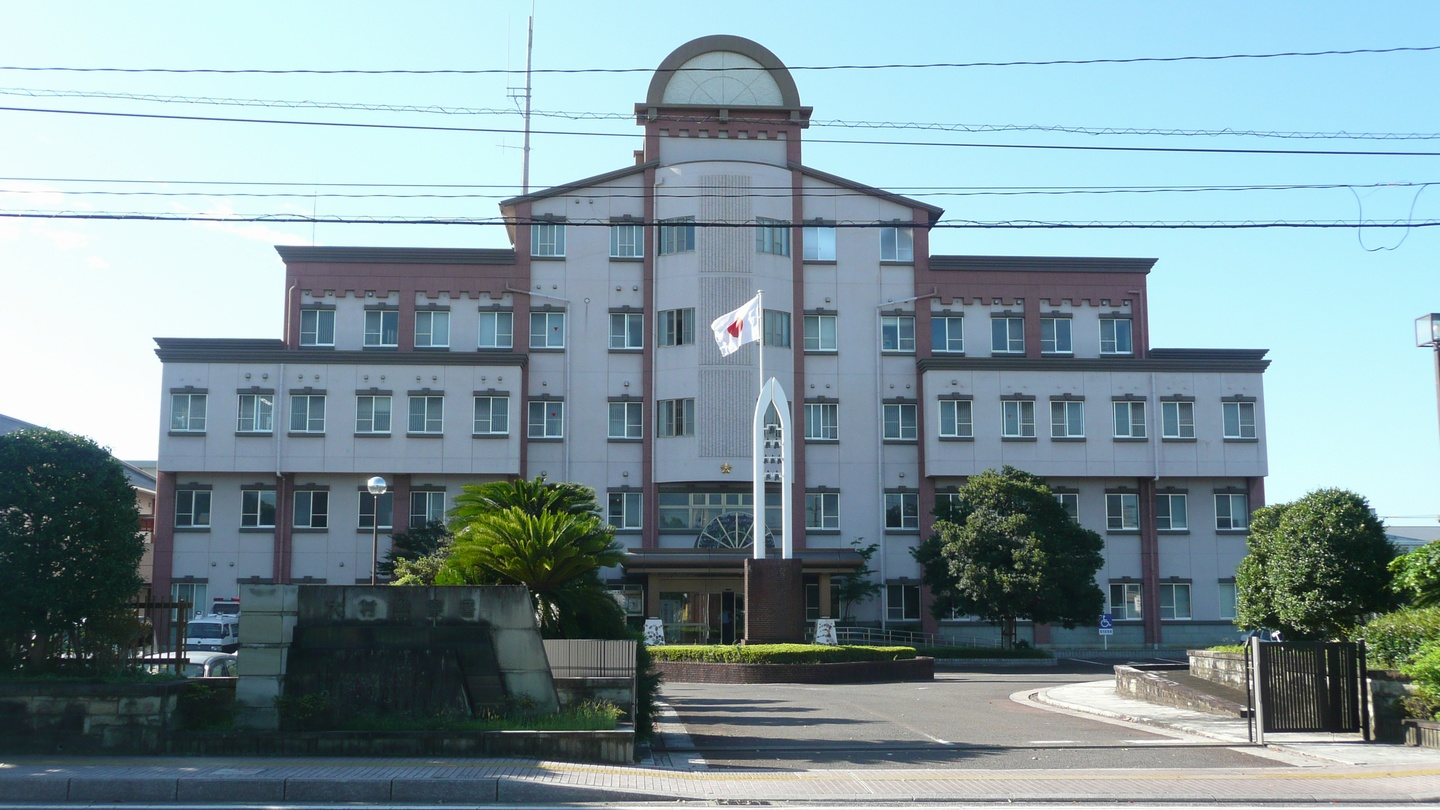
오무라 경찰서

오무라 경찰서(일본어: 大村警察署 오무라케사쓰쇼[*])는 나가사키현 오무라시에 위치한 경찰서이다. 관할 구역은 오무라 시 전역이며, 나가사키 공항도 포함된다.